# Comostolopsis rufocellata
Comostolopsis rufocellata är en fjärilsart som beskrevs av Paul Mabille 1890. Comostolopsis rufocellata ingår i släktet Comostolopsis och familjen mätare. Inga underarter finns listade i Catalogue of Life.